# Dove Award

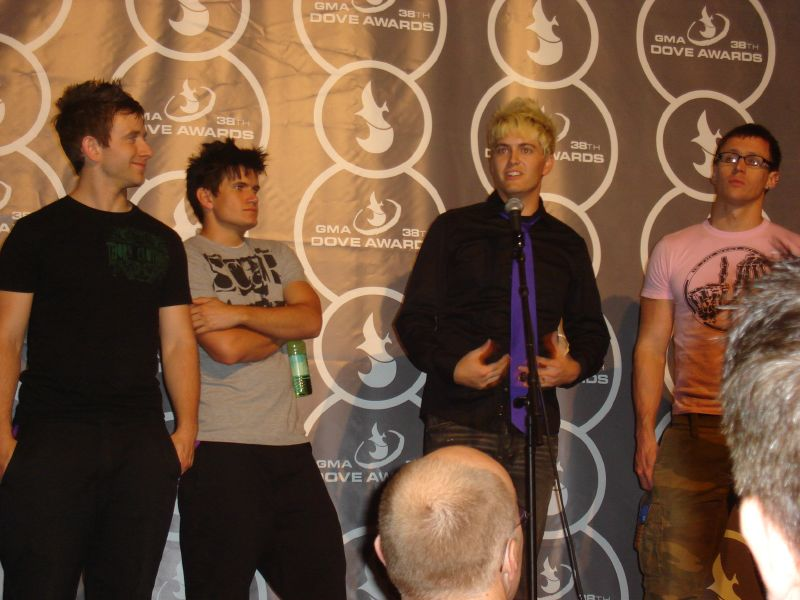
Stellar Kart bij de uitreiking van de Dove Awards in 2007

De Dove Award is een muziekprijs die sinds 1969 door de Gospel Music Association wordt toegekend. De prijs wordt jaarlijks in Nashville (Tennessee) uitgereikt voor bijzondere resultaten in de christelijke muziek. 
Er zijn prijzen voor zowel uitvoerende artiesten en groepen als producenten. De prijzen zijn ingedeeld in diverse muziekcategorieën als country, pop, praise & worship,  rap/hiphop, rock, Southern gospel en instrumentaal.

## Winnaars
De prijs is de afgelopen jaren toegekend aan onder anderen Rebecca St. James, Michael W. Smith en Graham Kendrick. De artiest die het vaakst werd onderscheiden, is Steven Curtis Chapman. Hij won negen keer de prijs voor de songwriter van het jaar en zeven keer die voor zanger van het jaar; in totaal won hij (tot 2008) 51 Dove Awards.
De Nederlanders Ralph van Manen en Henk Pool wonnen de Dove Award in 1999 voor het nummer Testify to love. (Dit nummer werd ook gebruikt voor de televisieserie Touched by an Angel.)